# Бекбулатов, Ильяс Идрисович
Ильяс Идрисович Бекбулатов (род. 12 августа 1990, Каякент, Дагестанская АССР) — российский и узбекистанский борец вольного стиля, заслуженный мастер спорта России.

## Биография
Ильяс Бекбулатов родился в Каякенте (Дагестан). По национальности — кумык. Тренер — Магомед Магомедов.

## Карьера спортсмена
Увлёкся борьбой в 12 лет. Тяжело было вначале маленькому от природы мальчишке, да и мама была против его увлечения, так как опасалась, что занятия вольной борьбой плохо скажутся на его росте. «Даже после моих первых побед мама и слышать не хотела об этом виде спорта, — вспоминает Ильяс, — поэтому, придя со школы, я находил различные предлоги, чтобы выйти из дома, и тайком шел на тренировки. Постепенно мама оттаяла, наверное, поняв, что я не отступлю».
Первого серьёзного успеха Ильяс добился в 2007 году, когда выиграл первенство России среди юниоров. Почувствовав вкус победы, он с ещё большим рвением стал работать над собой и в том же году завоевал медаль высшей пробы на первенстве Европы среди кадетов. Себе в актив атлет может занести и следующий, 2008-й год, в котором он стал вторым на молодёжном первенстве России и достиг аналогичного показателя на европейском первенстве.
Наверняка быстро прогрессировавший атлет продолжил бы и дальше покорять спортивные высоты, однако случившийся у него перелом ноги на длительное время выбил его из колеи. Своё возвращение на ковёр в 2011 году Ильяс отметил победами на чемпионатах Дагестана и СКФО, а затем и золотой медалью на первенстве России среди студентов в Москве. В 2012-м каякентский борец после неудачи на чемпионате России завоевал бронзовые медали на финальном турнире «Голден Гран-при» в Баку и Межконтинентальном кубке в Хасавюрте, затем выиграл турнир на призы Хизри Шихсаидова в Буглене и завершил сезон самым большим достижением в своей карьере — победой на Мемориале Али Алиева в Каспийске.
Выступая на юниорском уровне был чемпионом России (2007) серебряным призёром чемпионата России (2008), чемпионом Европы (2007), серебряным призёром чемпионата Европы (2008), чемпионам России среди студентов (2011).
- Финал «Голден Гран-при» в Баку 2012 — бронзовая медаль;
- Межконтинентальный кубок 2012 — Хасавюрт — золотая медаль;
- Турнир Али Алиева в Каспийске — победил в своей категории;
- Чемпион турнира в Грозном 2014 «Кубок Кадырова».

2013 год начал с победы на турнире Ивана Ярыгина в Красноярске. А в марте завоевал бронзу в Тбилиси на чемпионате Европы.Чемпион России 2015.
С января 2020 года выступает за Узбекистан.